# 劲浪音响
勁浪（法語：Focal-JMlab）是1979年在法國聖德田創立的一家高保真揚聲器公司，公司產品包含家用音響、車用音響以及專業音響。
該公司以高品質的音響產品聞名，尤其以鈹作為其高音單體的烏托邦系列的喇叭單體最為知名，成為其享譽國際的象徵性招牌，被認為是世界上最好的高保真揚聲器之一。